# Westford (Massachusetts)
Westford es un pueblo ubicado en el condado de Middlesex en el estado estadounidense de Massachusetts. En el Censo de 2010 tenía una población de 21.951 habitantes y una densidad poblacional de 270,18 personas por km².
En la década de 1960, en el pueblo se instaló uno de los sitios de investigación de apoyo del Proyecto West Ford.

## Geografía
Westford se encuentra ubicado en las coordenadas 42°35′7″N 71°26′23″O / 42.58528, -71.43972. Según la Oficina del Censo de los Estados Unidos, Westford tiene una superficie total de 81.25 km², de la cual 78.39 km² corresponden a tierra firme y (3.51%) 2.85 km² es agua.

## Demografía
Según el censo de 2010, había 21.951 personas residiendo en Westford. La densidad de población era de 270,18 hab./km². De los 21.951 habitantes, Westford estaba compuesto por el 85.09% blancos, el 0.38% eran afroamericanos, el 0.08% eran amerindios, el 12.58% eran asiáticos, el 0% eran isleños del Pacífico, el 0.32% eran de otras razas y el 1.54% pertenecían a dos o más razas. Del total de la población el 1.52% eran hispanos o latinos de cualquier raza.